# デクラン・パワー
デクラン・パワー（英: Declan Power）は、アイルランド陸軍の退役軍人、軍事アナリスト、作家である。パワーは陸軍予備役(当時のFCÁ)に入隊した後、アイルランド国防軍の色々な役職に就いた。アイルランド国内外問わず治安維持や対テロ任務などにあたった。その後にはアイルランド国防軍の参謀総長や色々な部隊の司令官を務めた。
ジャドヴィル包囲戦についての本を2005年に出版。2015年には映画化された。他にも2010年に「Beyond the Call of Duty: Heroism in the Irish Defence Forces」を出版した。